# Shut Up and Dance
Shut Up And Dance (inna nazwa albumu to Shut Up And Dance (The Dance Mixes)) – album Pauli Abdul z remiksami. Zawiera nowe wersje sześciu singli z pierwszej płyty piosenkarki, Forever Your Girl, remiks jednego utworu z albumu oraz jeden medley.
Album okazał się być kolejnym sukcesem w karierze Abdul, docierając do 7 miejsca w zestawieniu Billboard 200 i sprzedając się w ponad milionie egzemplarzy w Stanach Zjednoczonych. Wersja brytyjska była wzbogacona o cztery dodatkowe remiksy.

## Lista piosenek
1. „Cold Hearted” (Quiverin' 12")
2. „Straight Up” (Ultimix mix)
3. „One or the Other" (1990 mix) – Keith Cohen
4. „Forever Your Girl” (Frankie Foncett mix)
5. „Knocked Out” (Pettibone 12")
6. „(It's Just) The Way That You Love Me” (Houseafire edit)
7. „Opposites Attract” (1990 mix)
8. „1990 Medley Mix” – Chris Cox
  - „Straight Up” / „Knocked Out” / „Opposites Attract” / „Forever Your Girl” / „State of Attraction” / „The Way That You Love Me” / „Cold Hearted”

Dodatkowe piosenki w wersji brytyjskiej
1. „Knocked Out” (Power Mix)
2. „Opposites Attract” (Shep's Special Mix)
3. „Forever Your Girl” (Shep's Special Mix)
4. „Cold Hearted” (Chad Jackson 12" Remix)

## Certyfikaty i sprzedaż
| Kraj                     | Certyfikat      | Sprzedaż   |
| ------------------------ | --------------- | ---------- |
| Kanada (MC)              | platynowa płyta | 100 000+   |
| Nowa Zelandia (RMNZ)     | złota płyta     | 7 500+     |
| Stany Zjednoczone (RIAA) | platynowa płyta | 1 000 000+ |